# Spiranthes spiralis
Spiranthes spiralis es una especie de orquídeas terrestres de la subclase Liliidae de la familia Orchidaceae del género Spiranthes. Se caracterizan por tener la inflorescencia en espiral y florecer a finales de septiembre.

## Etimología
Spiranthes

Deriva del griego "spir"= enrollarse.

y de "anthes"= flores.

spiralis: en espiral.

## Hábitat
El área de distribución de estas orquídeas principalmente en la zona del Mediterráneo norte europeo. 

## Descripción
Orquídeas de flores blancas pequeñas casi tubulares. Se distribuyen en espiral a lo largo de una espiga simple.

Polinización entomógama. Periodo de floración de agosto a septiembre.

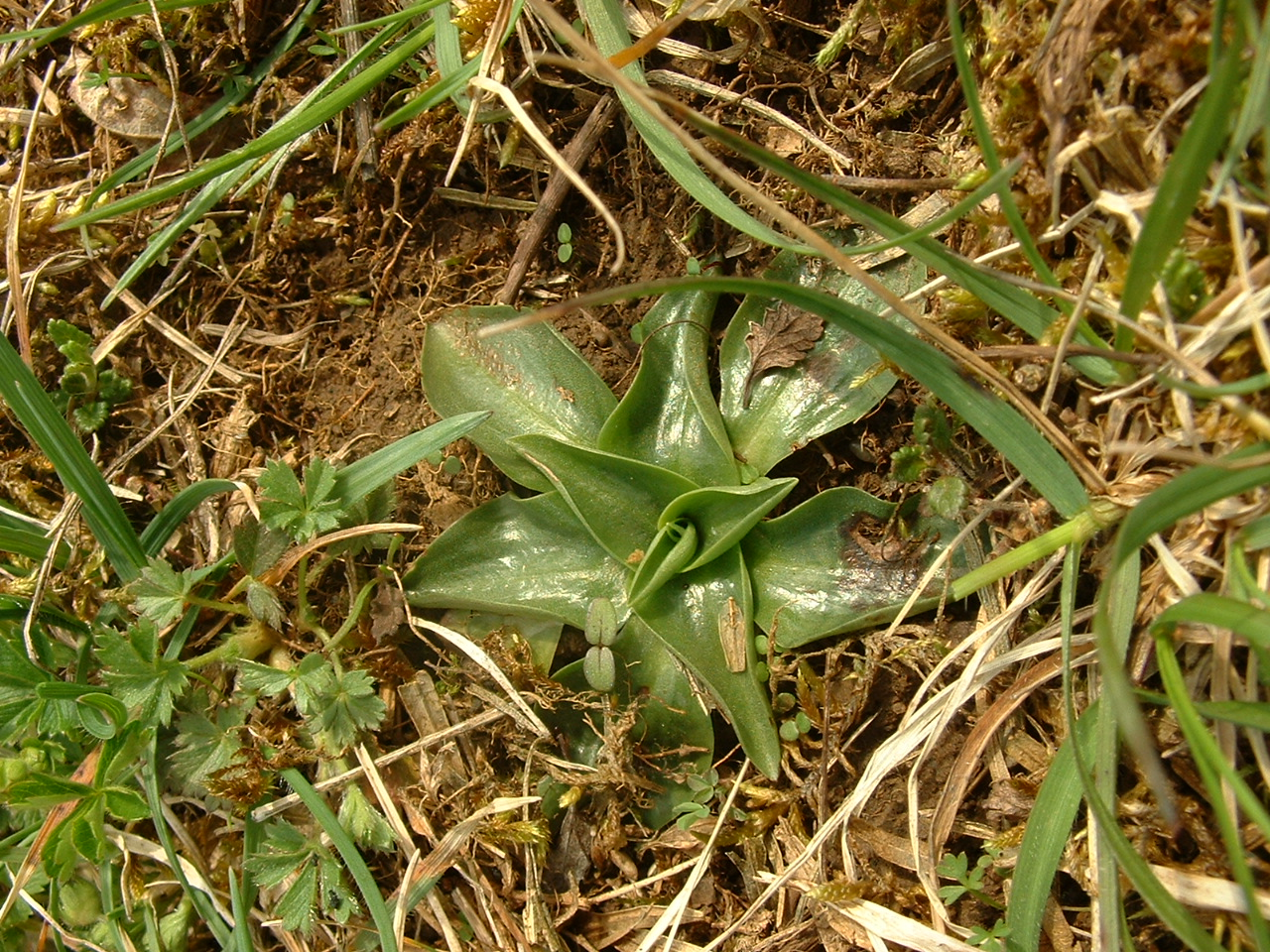
Spiranthes spiralis
Roseta de hojas.

## Sinonimia
| - Ophrys spiralis L. (1753) (Basionym) - Epipactis spiralis (L.) Crantz (1769) - Serapias spiralis (L.) Scop. (1772) - Ophrys autumnalis Balb. (1801) - Neottia spiralis (L.) Sw. (1805) - Neottia autumnalis (Balb.) Pers. (1807) | - Ibidium spirale (L.) Salisb. (1812) - Spiranthes autumnalis (Balb.) Rich. (1817) - Neottia autumnalis (Balb.) Steud. (1821) - Gyrostachys autumnalis (Balb.) Dumort. (1827) - Spiranthes glauca Raf. (1837) - Gyrostachys spiralis (L.) Kuntze (1891) |